# Dezodorans
Dezodoransi ili deo proizvodi su supstance koje se nanose na telo da bi sprečile neprijatne mirise koje izazivaju bakterije tokom znojenja. Postoji i posebna podgrupa deo proizvoda, antiperspiranti, koji pružaju i zaštitu od znojenja (a neke vrste čak imaju i mirisne note, pored uobičajenih neutralnih antiperspiranata koji samo sprečavaju znojenje). Mada se dezodoransi popularno odnose samo na proizvode u spreju, oni zapravo obuhvataju pored sprejeva i roll-on-ove i stikove (to su tri aplikacione forme u kojima su dostupni dezodoransi).

## Istorijat
Dezodorans se prvi put pojavljuje u 9. veka, prvi dezodorans koji se našao u prodaji je bio Mum, 1888. godine u Americi, u Filadelfiji, od strane pronalazača čije ime nije ostalo zabeleženo. Tada se prodavao kao krema u teglici, i nanosio se prstima. Tu malu kompaniju je 1931. godine kupila veća kompanija Bristol-Myers, da bi 1940. godine Helen Diserens, radnica u kompaniji, unapredila način nanošenja - po uzoru na tada tek otkrivene ball-point hemijske olovke. Taj proizvod, promenjenog imena i načina nanošenja, počeli su da reklamiraju kao Ban roll-on. U Evropi je taj proizvod lansiran 1958. godine, u Ujedinjenom Kraljevstvu, pod nazivom Mum Rollette.